# 디젤 발전기

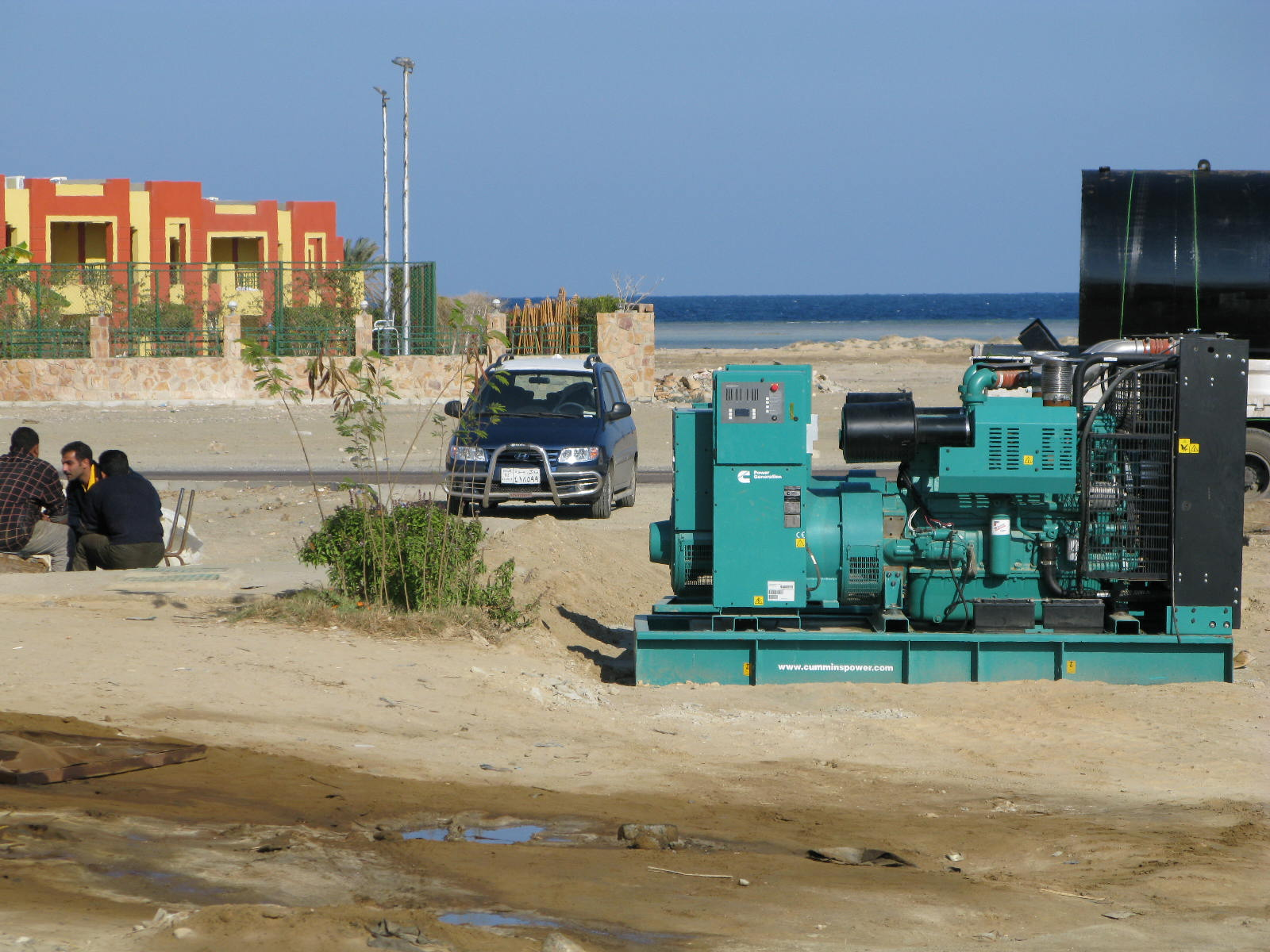

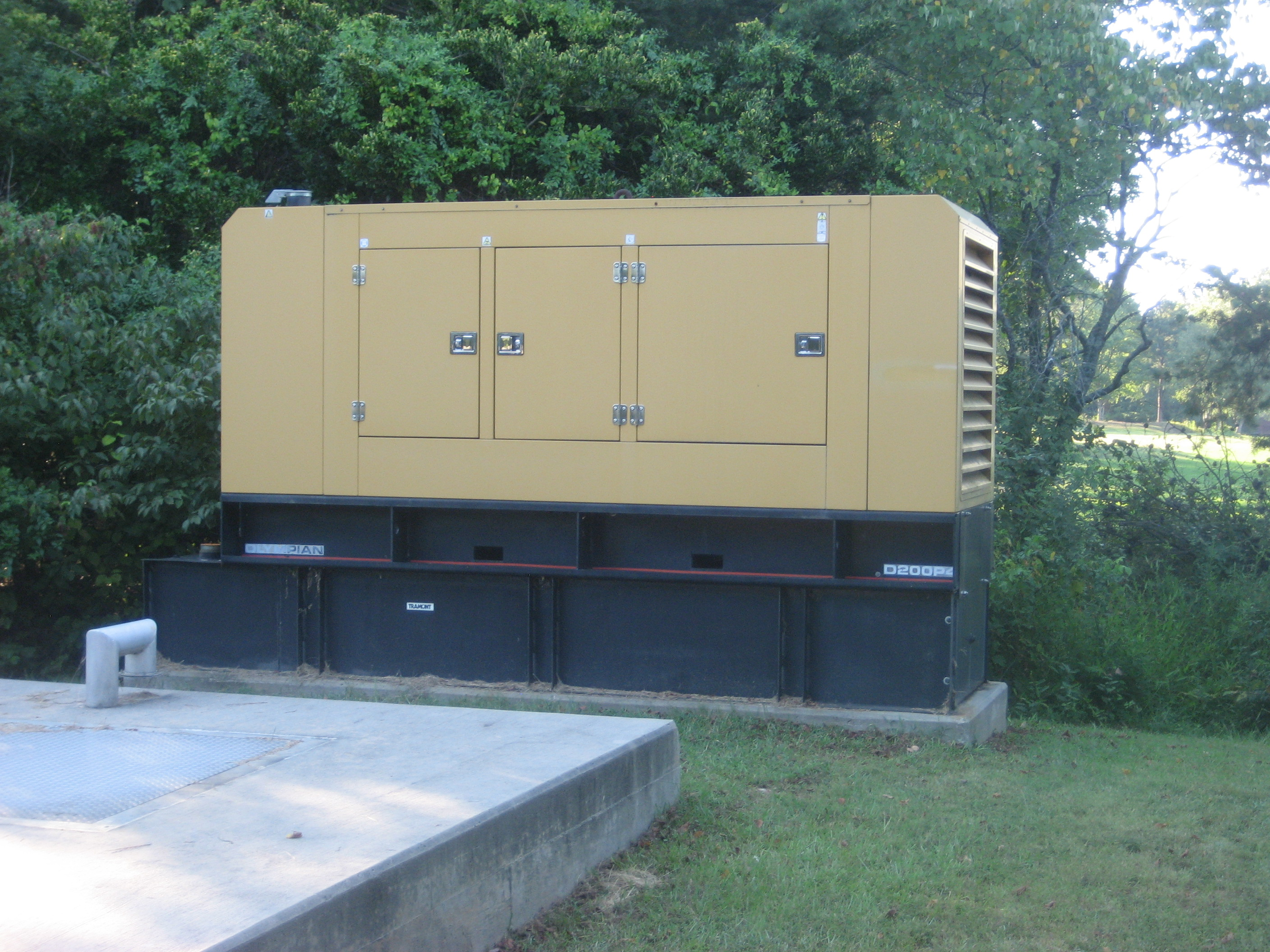

디젤 발전기는 전기 에너지를 생성하는 발전기 (종종 교류발전기)와 디젤 기관의 조합이다. 이것은 엔진 발전기의 특별한 경우이다. 디젤 압축 점화 엔진은 종종 중유에서 실행하도록 설계되어 있지만 몇가지 유형이 다른 액체 연료 또는 천연 가스에 적합하다.
디젤 발전기 크기 조정은 저부하 또는 전력의 부족을 방지하는 것이 중요하고 현대 전자 공학, 특히 비선형 부하때문에 복잡하게 된다.

## 디젤 발전기 세트

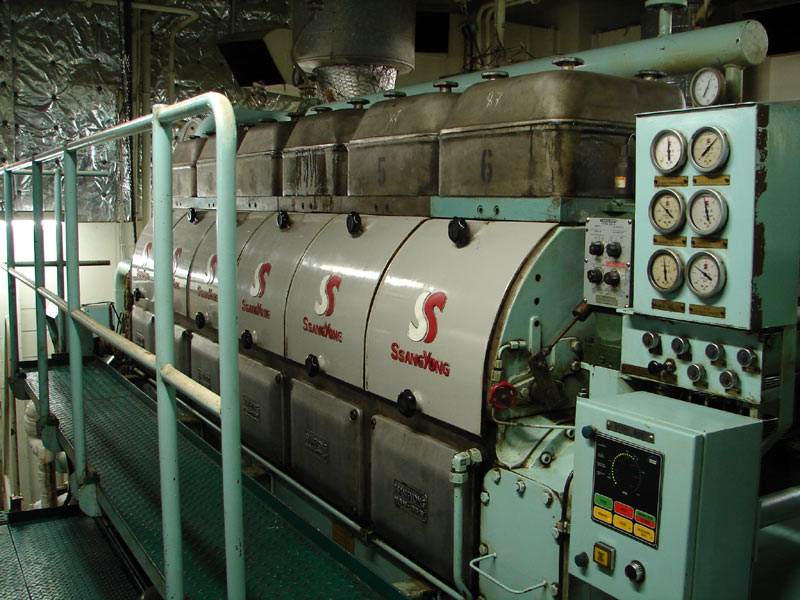

2000 kW의 세트는 40피트 연료 탱크, 제어, 전력 분배 장치와 독립형 발전소 또는 격자 전력에 대한 대기 백업으로 작동하기 위해 필요한 다른 모든 장비(12 m)ISO컨테이너에 수납할 수 있다. 전력 모듈로 언급한 단위는 85,000 파운드 (38,555 kg)이상의 무게가 큰 삼중 차축 트레일러에 준비되어 있다. 이 모듈의 조합은 작은 발전소에서 사용되는 이러한 전력 부분 당 20 단위에서 사용할 수 있으며, 전원 모듈의 수백개를 포함하기 위해 다음 장이 결합될 수 있다.

## 발전기 크기
예상되는 의무는 (비상, 소수 또는 연속 전력 등) 뿐만 아니라 환경 조건 (예 : 고도, 온도, 배기 가스 배출 규제 등)도 고려 되어야 한다.
더 큰 발전기 세트 제조 업체의 대부분은 단순히 입력하는 현장 조건과 연결된 전기 부하 특성에 복잡한 크기 조정 계산을 수행하는 소프트웨어를 제공한다.
필요한 전력량에 따라서 엔진용량이 결정되므로 발전기 크기는 소형부터 대형까지 다양하다.

## 발전소 - 전기"섬"모드
발전기의 전기적 동기화 과정을 통해 서로 연결될 수 있다.
부하는 부하 공유를 통해 발전기 병렬 운전 사이에서 공유될 수 있다. 연료 공급이 감소하는 경우 부하가 해제되는 동안, 디젤 발전기는 그 연소 시스템에서 연료 공급이 증가하는 것 보다 하중이 더 걸린다.

## 주요 유틸리티 격자 지원
정전시 전원 공급 장치로서의 역할로 잘 알려진 것 이외에, 디젤 발전기는 통상적으로 2가지 방법으로 전세계 주요 전력망 지원을 설정한다.

## 같이 보기
- 엔진 발전기
- 발전기
- 객차 전원 공급 장치
- 전동 발전기
- 단상 발전기
- 3상전력